# Argyrolepidia aurea
Argyrolepidia aurea là một loài bướm đêm trong họ Noctuidae.